# Ministério do Trabalho e da Solidariedade Social

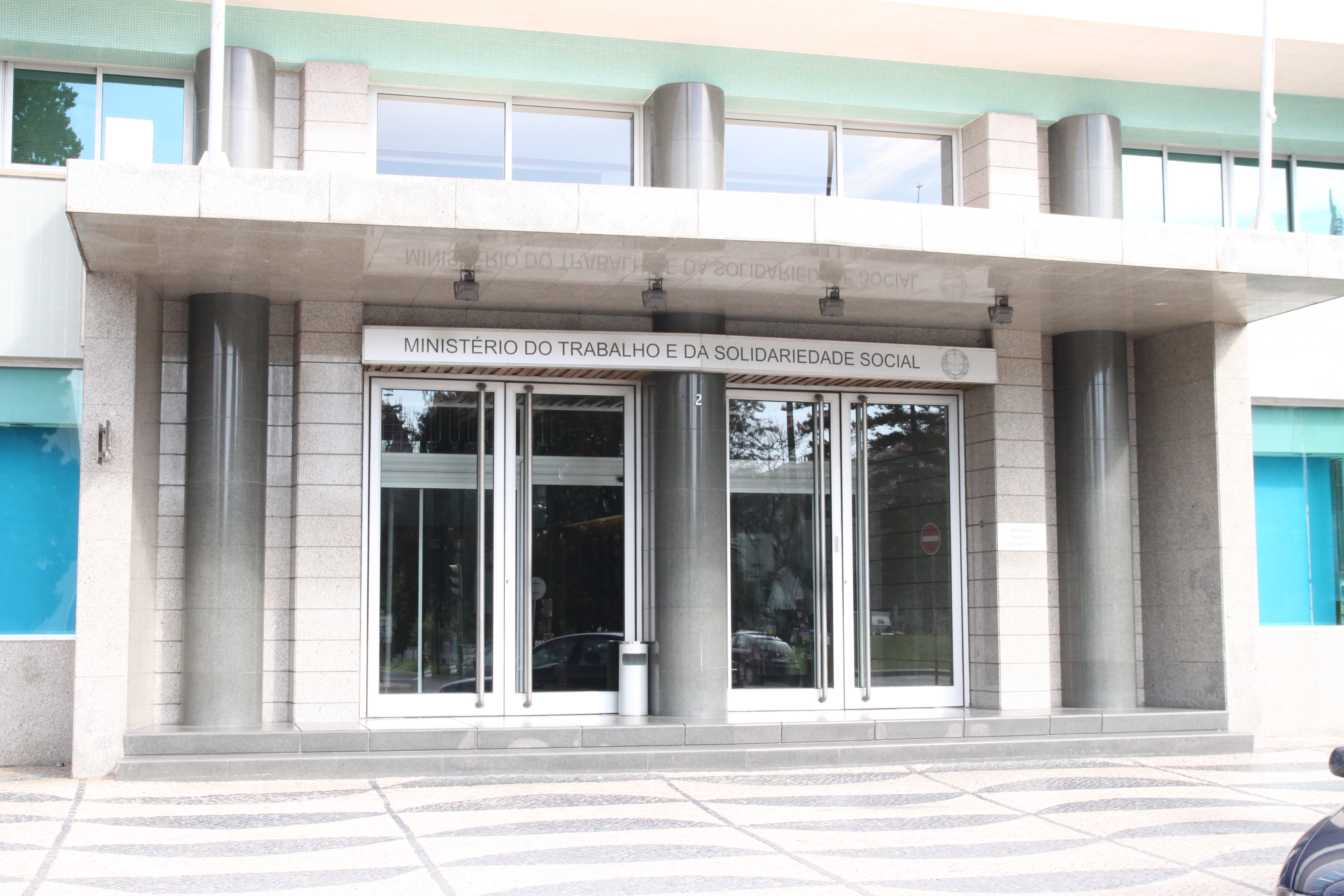
Entrada do Ministério da Solidariedade e da Segurança Social

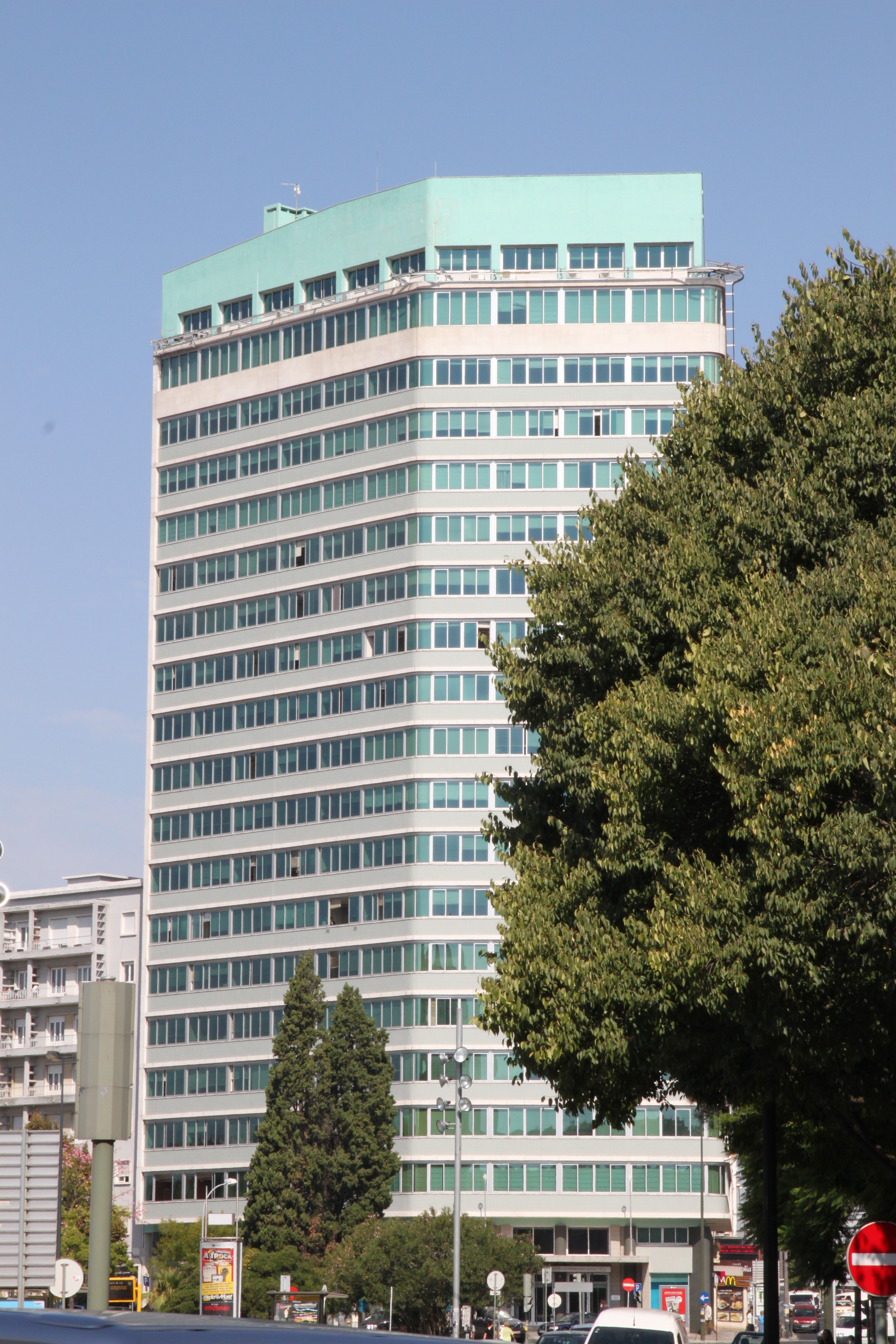
Edifício do Ministério da Solidariedade e da Segurança Social

O Ministério do Trabalho e da Solidariedade Social (MTSS) foi um departamento do Governo de Portugal, responsável pela gestão dos assuntos respeitantes ao trabalho e à segurança social.

## História
O ministério foi criado, pela primeira vez, em 1916. Desde então, o departamento foi extinto, restaurado e reorganizado, por diversas vezes, com as seguintes designações:
1. Ministério do Trabalho e Previdência Social (1916 - 1925)
2. Subsecretariado de Estado das Corporações e Previdência Social (1933 - 1950)
3. Ministério das Corporações e Previdência Social (1950 - 1972)
4. Ministério das Corporações e Segurança Social (1973 - 1974)
5. Ministério dos Assuntos Sociais e Ministério do Trabalho (1974 - 1983)
6. Ministério do Trabalho e da Segurança Social (1983 - 1987)
7. Ministério do Emprego e da Segurança Social (1987 - 1995)
8. Ministério para a Qualificação e Emprego e Ministério da Solidariedade e da Segurança Social (1995 - 1999)
9. Ministério do Trabalho e da Solidariedade (1999 - 2002)
10. Ministério da Segurança Social e do Trabalho (2002 - 2004)
11. Ministério da Segurança Social, da Família e da Criança e Ministério das Actividades Económicas e do Trabalho (2004 - 2005)
12. Ministério do Trabalho e da Solidariedade Social (2005 - 2011)
13. Ministério da Solidariedade e Segurança Social (2011 - 2013)
14. Ministério da Solidariedade, Emprego e Segurança Social (2013 - 2015)
15. Ministério do Trabalho, Solidariedade e Segurança Social (26/11/2015 - atualidade)

## Organização
O MTSS era dirigido por um ministro, coadjuvado por dois secretários de Estado, incluindo:
- - Organismos diretamente dependentes do ministro
    - Secretaria-Geral
    - Gabinete de Estratégia e Planeamento
    - Casa Pia de Lisboa, IP
    - Autoridade para as Condições de Trabalho
    - Conselho Nacional de Higiene e Segurança no Trabalho
    - Direcção-Geral do Emprego e das Relações de Trabalho
    - Santa Casa da Misericórdia de Lisboa
    - Inspecção-Geral
    - Conselho Nacional de Formação Profissional
    - Instituto de Informática, IP
    - Direcção-Geral de Segurança Social
    - Conselho Nacional de Segurança Social
    - Comissão Nacional para as Politicas de Solidariedade, Voluntariado, Família, Reabilitação, e Segurança Social
    - Instituto de Gestão de Fundos de Capitalização da Segurança Social
    - Instituto da Segurança Social, IP
    - Instituto de Gestão Financeira da Segurança Social, IP
    - Caixas de Previdência Social
    - Instituto do Emprego e Formação Profissional, IP
    - Comissão para a Igualdade no Trabalho e no Emprego
    - Instituto de Gestão do Fundo Social Europeu, IP
    - Instituto António Sérgio do Sector Cooperativo, IP
    - Instituto Nacional para a Reabilitação, IP
    - Comissão Nacional de Protecção de Crianças e Jovens em Risco
    - Fundação Inatel